# Язид I ибн Муавия
Язи́д I ибн Муа́вия ибн Абу Суфья́н аль-Умави́ аль-Кураши́ (араб. يَزيد بن مُعاوية بن أبي سُفيان الأموي القرشي‎; 646, Дамаск, Праведный халифат — 11 ноября 683, Дамаск, Омейядский халифат) — второй арабский халиф из династии Омейядов правивший в 680—683 годах и сын Муавии I. Был конкурентом рода Али и политическим конкурентом имама Хусейна. Его правление стало первым наследственным правлением в истории ислама. Посланные его наместником Убайдуллахом войска разбили при Кербеле сторонников Хусейна — сына Али и внука пророка Мухаммада — и убили самого Хусейна. В ответ в Хиджазе вспыхнуло восстание. После неудачных попыток восстановить порядок посредством дипломатии, Язид послал армию, чтобы положить конец восстанию. Армия разбила мединцев в битве при аль-Харре в августе 683 года, и Медина была отдана войскам на три дня грабежа. Позже была осаждена Мекка. Осада закончилась со смертью Язида в ноябре 683 года, и халифат вступил в Гражданскую войну.
Многие мусульмане считают Язида нелегитимным правителем и тираном из-за наследственной преемственности, убийства Хусейна и нападения на Медину.

## Ранние годы

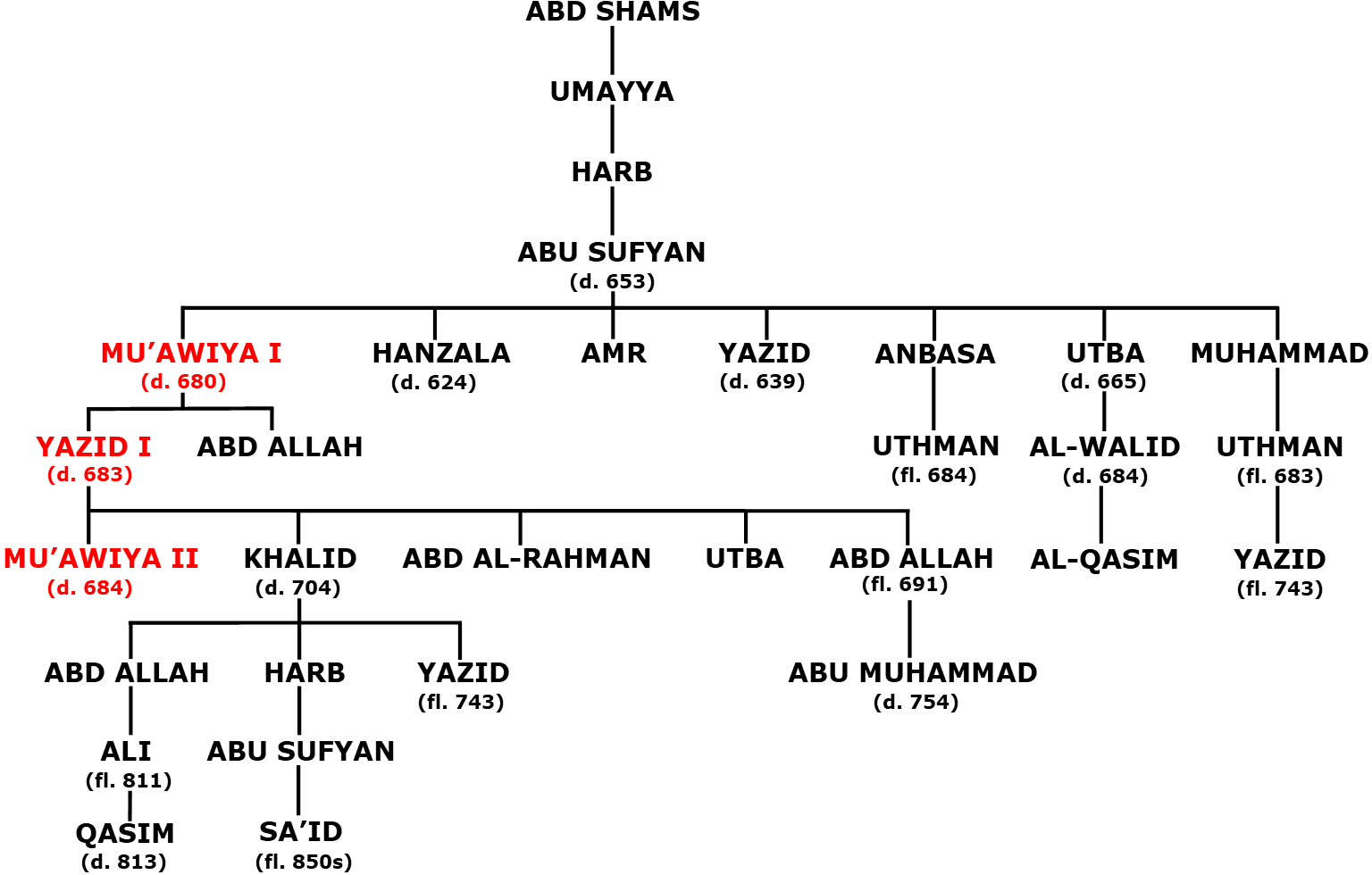
Генеалогическое древо Язида I

Язид родился в Сирии в 646 году в семье Муавии ибн Абу Суфьяна, тогдашнего правителя Сирии при халифе Усмане (644—656), и Майсуны, дочери Бахдала ибн Унайфа, вождя могущественного племени бану калб. Язид рос вместе со своими родственниками по материнской линии. В молодости он проводил часть года в пустыне в своем бедуинском клане, оставшуюся часть — в компании греческих и сирийских придворных своего отца, который стал халифом в 661 году. Язид руководил несколькими кампаниями против Византии и в 670 году участвовал в нападении на Константинополь. Он также несколько раз совершил хадж.

## Восхождение на престол
К концу первой исламской гражданской войны (август 661) Муавия стал единственным правителем Халифата в результате мирного договора с Хасаном ибн Али, который контролировал большую часть Халифата после убийства его отца Али. Условия договора предусматривали, что Муавия не будет назначать себе преемника. Однако в 676 году Муавия назначил Язида своим наследником. Муавия и шура (совет) созвал в Дамаск влиятельных людей из всех провинций и убедили их признать наследование Язида. Муавия приказал Марвану ибн аль-Хакаму, тогдашнему губернатору Медины, сообщить народу Медины о решении Муавии. Марван столкнулся с протестом, особенно со стороны Хусейна ибн Али, Абдаллаха ибн аз-Зубайра, Абдаллаха ибн Умара и Абд ар-Рахмана ибн Абу Бакра. Муавия лично отправился в Медину и заставил четырёх несогласных смириться с его решением, но те бежали в Мекку. Муавия последовал за ними и угрожал некоторым из них смертью, но они все равно отказывались поддержать его. Тем не менее, халифу удалось убедить народ Мекки в том, что все четверо заявили о своей верности и дали клятву верности Язиду. На обратном пути в Дамаск Муавия обеспечил верность и народа Медины. После этого противники Язида молчали. Немецкий востоковед Ю. Веллхаузен сомневается в правдивости этой истории, в то время как Бернард Льюис пишет, что согласие населения обоих городов было обеспечено дипломатией и взятками и, в меньшей степени, силой.
Перед смертью Муавия оставил Язиду завещание, дав наставления по вопросам управления государством. Он посоветовал ему остерегаться Хусейна и Ибн аз-Зубайра и предсказал, что народ Ирака соблазнит Хусейна на восстание, а затем оставит его. Далее Язиду было предписано относиться к Хусейну с осторожностью и не проливать его крови, поскольку он был внуком Мухаммеда. Ибн аз-Зубайр, с другой стороны, должен был подвергнуться жестокому обращению, если не смирится. Муавия также посоветовал сыну хорошо относиться к народу Хиджаза. Почти все заветы отца Язид вольно или невольно нарушил после его смерти.

## Правление

### Клятвы верности
После вступления на престол Язид запросил и получил клятвы верности от губернаторов провинций Халифата. Он написал своему двоюродному брату, губернатору Медины Валиду ибн Утбе ибн Абу Суфьяну, сообщив ему о смерти отца и поручив обеспечить верность Хусейна ибн Али, Ибн аз-Зубайра и Ибн Умара. Инструкции, содержащиеся в письме, были следующими: схватить Хусейна, ибн Умара и ибн аз-Зубайра, чтобы заставить их дать клятву верности, действовать настолько решительно, чтобы у них не было шансов избежать этого.
Валид обратился за советом к Марвану ибн аль-Хакаму по этому вопросу. Марван предложил, чтобы Ибн аз-Зубайр и Хусейн были принуждены дать клятву верности, поскольку они опасны, а Ибн Умар не представляет угрозы. Хусейн ответил на вызов Валида, а Ибн аз-Зубайр — нет. Когда Хусейн встретился с Валидом и Марваном, ему сообщили о смерти Муавии и вступлении Язида на трон. Когда его спросили о его клятве верности Язиду, Хусейн ответил, что давать такую клятву в частной беседе недостаточно, её следует обнародовать. Валид согласился, но Марван перебил, требуя задержать Хусейна, пока он не поклянется в верности. Хусейн отругал Марвана и вышел из помещения. У Хусейна рядом стояла вооружённая охрана на случай, если власти попытаются его задержать. Сразу же после ухода Хусейна Марван предупредил Валида, что Хусейну верить не следует, на что Валид ответил: «В День Воскресения человек, который [отвечает] за кровь Хусейна, [будет весить] очень немного в глазах Аллаха». Ибн аз-Зубайр в ту же ночь уехал в Мекку. Утром Валид послал за ним восемьдесят всадников, но тот скрылся. Вскоре после этого Хусейн тоже уехал в Мекку, не поклявшись в верности Язиду. Недовольный этой неудачей, Язид заменил Валида на Амра ибн Саида. В отличие от Хусейна и Ибн аз-Зубайра, Ибн Умар, Абд ар-Рахман ибн Абу Бакр и Абдаллах ибн Аббас, которые ранее также осуждали выдвижение Муазией Язида, поклялись в верности новому халифу.

### Битва при Кербеле
В Мекке Хусейн получил письма от старейшин Куфы, Алидов, в которых ему предлагалось возглавить их восстание против Язида. Впоследствии Хусейн отправил своего двоюродного брата Муслима ибн Акиля оценить ситуацию в городе. Он также отправил письма в Басру, но его посланник был выдан губернатору Убайдаллаху ибн Зияду и убит. Ибн Акиль проинформировал Хусейна о масштабной поддержке возможного восстания жителями Куфы и пригласил прибыть туда. Получив письмо Ибн Зияда о посланнике Хусейна, Язид приказал тому отправиться в Куфу и казнить или заключить в тюрьму Ибн Акиля. Ибн Зияд жестоко подавил восстание и убил Ибн Акиля.
Тем не менее, воодушевленный письмом Ибн Акиля, Хусейн отправился в Куфу, игнорируя предупреждения Ибн Умара, Ибн аз-Зубайра и Ибн Аббаса о том, что куфанцам нельзя доверять. По дороге в город он получил известие о смерти Ибн Акиля и о том, что куфанцы перешли на сторону Язида. Тем не менее, Хусейн и его спутники продолжили путь в Куфу, и Ибн Зияд послал около 4000 солдат, чтобы противостоять им. Его войска заставили сторонников Хусейна разбить лагерь в пустыне около Кербелы. В ходе последующих боевых действий 10 октября 680 года Хусейн и 72 его сторонника были убиты, а семья Хусейна попала в плен. Это событие вызвало широкий резонанс среди мусульман, и образ Язида сильно пострадал. Это также помогло превратить оппозицию Язиду в полномасштабное движение против Омейядов, основанное на устремлениях Алидов и способствовало развитию шиитской идентичности.

### Мятеж Ибн аз-Зубайра
В это же время Ибн аз-Зубайр начал тайно принимать клятвы верности в Мекке. Узнав об этом, Язид послал ему серебряную цепочку с намерением подкупить его, но тот не принял дар. Тогда Язид послал войско под руководством собственного брата Амра, который был в ссоре с Ибн аз-Зубайром, с приказом арестовать Ибн аз-Зубайра. Однако войска халифа были разгромлены, а Амр убит. После гибели Хусейна влияние Ибн аз-Зубайра достигло Медины и Куфы. Чтобы противостоять растущему влиянию Ибн аз-Зубайра в Медине, Язид пригласил видных деятелей города в Дамаск и попытался завоевать их симпатию подарками. Это не убедило мединскую знать, и по возвращении в город они рассказывали истории о роскошной и нечестивой жизни халифа (употреблении вина, гончей охоты и музыки). Мединцы отказались от верности Язиду, услышав эти подробности, и изгнали его губернатора и всех Омейядов, проживавших в городе. Язид послал армию из 12 000 человек под командованием Муслима ибн Укбы, чтобы отвоевать Хиджаз. К концу августа 683 года Ибн Укба подошел к Медине и дал мединцам три дня на смирение, но ему было отказано. Когда ультиматум закончился, началась битва, в которой мединцы были разбиты. После трехдневного разграбления города и принуждения повстанцев дать повторные клятвы верности, сирийская армия направилась в Мекку, чтобы смирить Ибн аз-Зубайра. По одной из версий, город не был разграблен, казнили только лидеров восстания. Ибн Укба умер по дороге в Мекку, и командование перешло к Хусейну ибн Нумайру ас-Сакуни, который осадил Мекку в сентябре 683 года. Осада длилась несколько недель, в течение которых загорелась Кааба. Внезапная смерть Язида в ноябре 683 года закончила кампанию и привела халифат в смятение и хаос. Ибн аз-Зубайр объявил себя халифом, а Ирак и Египет признали его власть.

### Зарубежные кампании
Язид прекратил политику набегов Муавии на земли Византии и сосредоточился на стабилизации своих границ. Базы на островах в Мраморном море были заброшены. Он вновь назначил Укбу ибн Нафи, которого сверг Муавия, губернатором Ифрикии. В 681 году Укба начал широкомасштабную экспедицию в западную Африку. Победив берберов и византийцев, Укба добрался до побережья Атлантического океана и захватил Танжер и Волюбилис. Несмотря на эти успехи, он не смог установить постоянную власть на этих территориях. По возвращении на восток Укба попал в засаду и был убит берберско-византийскими силами, что привело к потере завоеванных территорий.

## Смерть и наследие
Язид умер 12 ноября 683 года в Хувварине в возрасте от 35 до 39 лет. Его сын Муавия II стал халифом. Однако его власть была ограничена лишь некоторыми частями Сирии, и он умер через несколько месяцев от неизвестной болезни. В некоторых ранних источниках говорится, что Муавия II отрекся от престола до своей смерти. В любом случае Марван ибн аль-Хакам впоследствии стал халифом, и династия Муавии I (суфьянидов) на престоле пресеклась. По словам Веллхаузена, история отречения от Муавии II, вероятно, является выдумкой марванидов, поскольку они откололись от суфьянидов, несмотря на существование договора о том, что второй сын Язида, Халид, сменит Марвана на престоле. Сторонники суфьянидов были недовольны развитием событий, и поэтому возникла идея, что Суфьяни, потомок Абу Суфьяна, восстановит власть Суфьянидов в Сирии.
Многие мусульмане, особенно шииты, считают Язида роковой фигурой в истории ислама. Он был первым правителем в истории халифата, который был назначен наследником на основе кровного родства, и это впоследствии стало традицией. Он считается тираном, который был ответственен за три главных преступления за время его халифата: смерть Хусейна ибн Али и его последователей в битве при Кербеле; последствия битвы при аль-Харре, когда войска Язида разграбили город Медину; и сожжение Каабы во время осады Мекки, в котором обвиняли командира Язида Хусейна ибн Нумайра. Кроме того, из-за его привычки пить спиртное, танцевать и охотиться, а также содержать домашних животных, таких как собаки и обезьяны, он считается нечестивым и недостойным руководить мусульманским сообществом.
Несмотря на свою репутацию в религиозных кругах, некоторые западные историки изображают Язида более благосклонно. Согласно Веллхаузену, Язид был мягким правителем, который прибегал к насилию только тогда, когда это было необходимо, и не был тираном, каким религиозная традиция его изображает. Михаэл Ян де Гуе описывает его как «миролюбивого, щедрого правителя». По словам Г. Р. Хоутинга, он пытался продолжить дипломатическую политику своего отца. Однако, в отличие от Муавии, ему не удалось одержать победу над оппозицией с помощью подарков и взяток.